# Табель навчальних досягнень

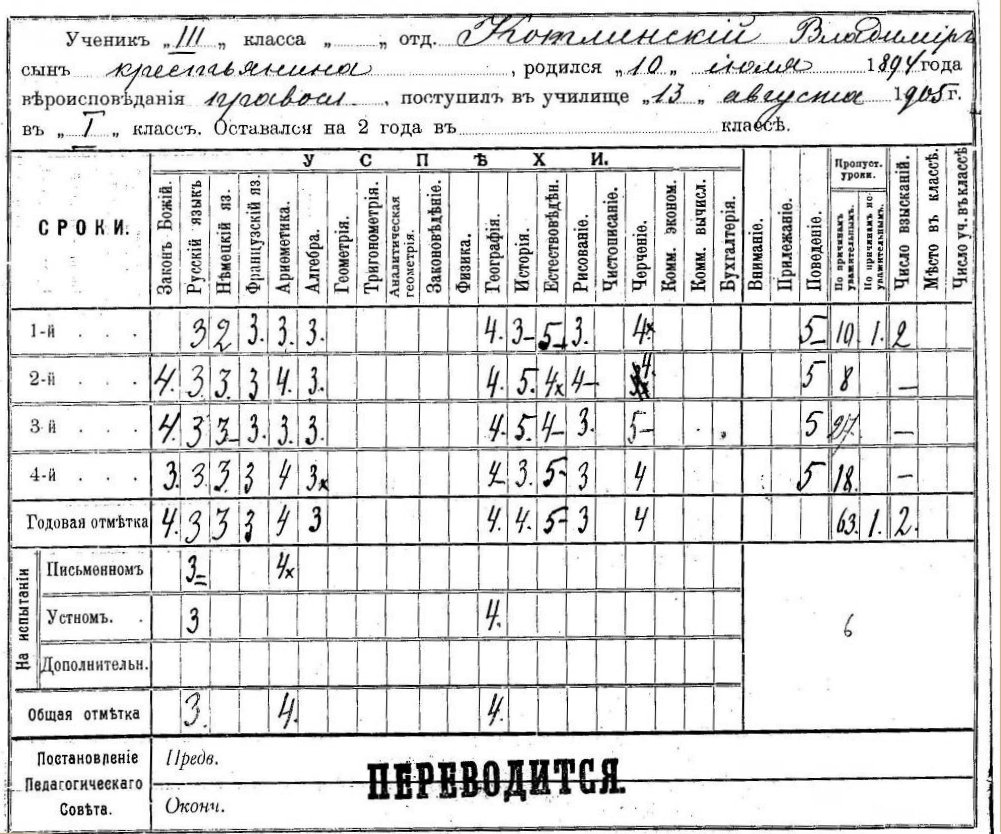
Табель успішності В. К. Котлинського за 3 клас, Російська імперія, 1908 рік

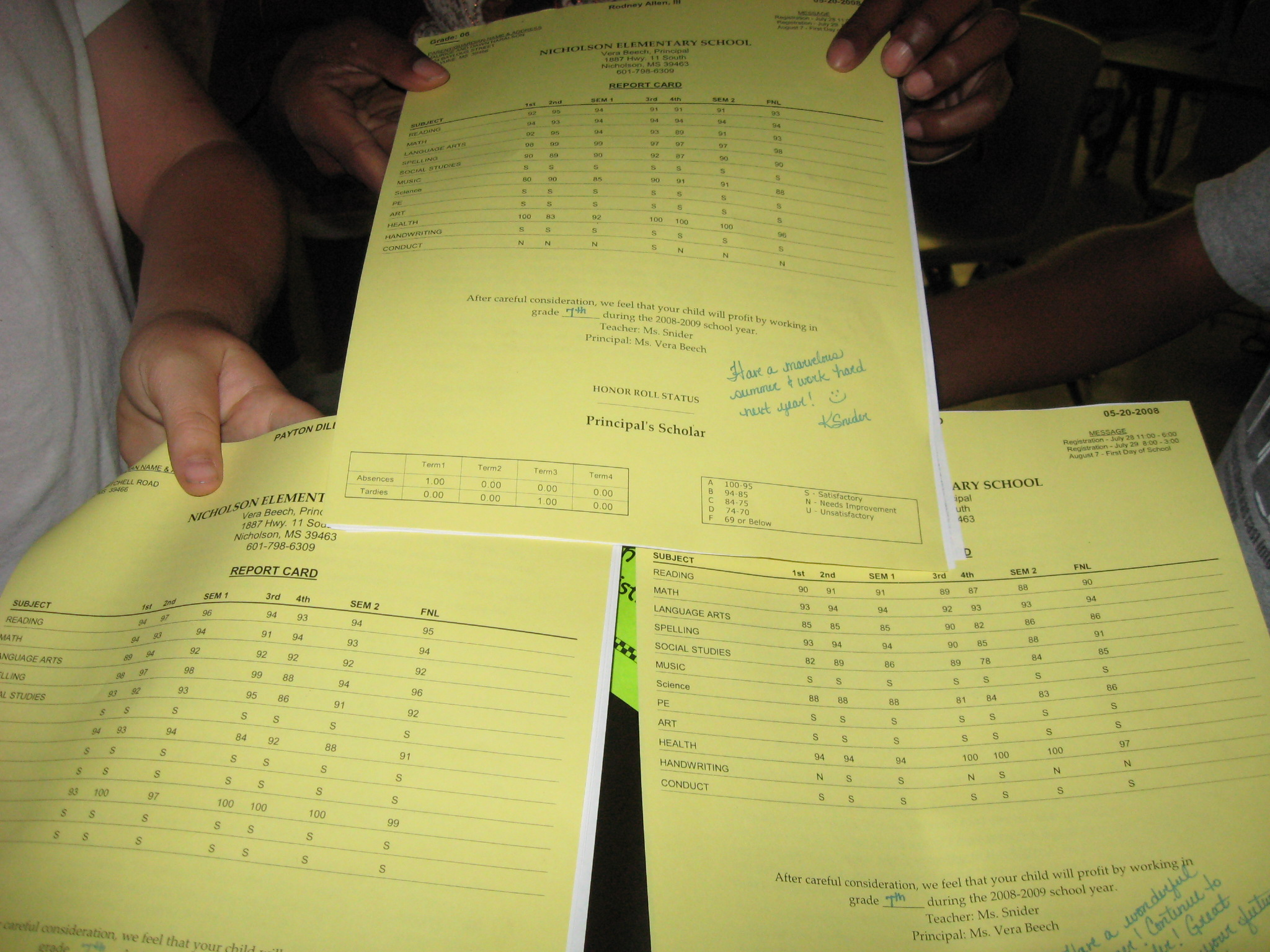
Шкільний табель у США

Табель навчальних досягнень, також табель успішності — таблиця, в якій перераховані навчальні предмети і виставляються по ним підсумкові оцінки учня за періоди навчання (за навчальні чверті, семестри або інші проміжки часу) у школі чи деяких інших навчальних закладах.
Табель дозволяє учням та їхнім батькам побачити зміни, помітити труднощі та вжити заходів для їх подолання. Табель служить для інформування батьків про проміжні та підсумкові успіхи школяра.
Табель може виготовлятися як окремий бланк або являти собою вкладку у шкільному щоденнику. За часів СРСР використовувався окремий бланк єдиного зразка. Наразі форму табеля та порядок його ведення регламентують внутрішні документи конкретної школи. У сучасних умовах табель може бути складовою частиною електронних систем обліку у навчальних закладах.
Табель може містити розділ, щоб вчителі могли записати окремі зауваження про учня та його поведінку.
Зазвичай, новий табель починають заповнювати після закінчення першої чверті. Оцінки за наступні чверті (семестри) дописуються до того ж бланку, тобто табель оновлюється кілька разів за навчальний рік. Відповідно до свого регламенту, школи можуть надавати учням проміжний табель (наприклад, у середині семестру).
У Великій Британії середня школа зазвичай видає табель щорічно. Однак багато шкіл зараз почали формувати табелі більш регулярно. У 2010 році запроваджено вимогу, щоб табелі та поточна успішність для всіх учнів у загальноосвітніх шкіл надавалась батькам через Інтернет.